# لا موسيقى في الأحمدي (مسلسل)
لا موسيقى في الأحمدي، مسلسل تلفزيوني كويتي، عرض في الأول من شهر رمضان للعام الميلادي 2019. إخراج محمد دحام الشمري اقتبس العمل قصة للكاتبة منى الشمري بعنوان «لا موسيقى في الأحمدي » التي صدرت في عام 2017 

## قصة العمل
تجري أحداث القصة في أربعينات القرن العشرين، وبطل العمل «عضيبان الأجودي» يعيش مع عائلته في منطقة المرقاب يعيش مع والدته وأخوه الذي يتوفي في سفره ولديه ابن اسمه حمد يتزوج من ابنه عمه حصة رغم عدم رضاه وينتقلون بعدها لمنطقة الفحيحيل ويتزوج حمد من سيدة عراقية جليلة والدها يعمل مهندسا في إحدى شركات النفط وينجب منها أربعة أبناء ويطرح قضايا منها زواج الكويتين من الأجانب العادات والتقاليد السائدة في تلك الفترة والتعايش بين فئات المجمتع الكويتي من كافة الجنسيات والطوائف.

## انتقادات وغضب الجمهور العماني
أثارت إحدى المشاهد غضب أهل سلطنة عمان، بسبب إظهار العماني خادما في المنزل وتسبب في انتقاد العمل ووصفه انتقاص من شأن العمانيين  لكن صناع العمل ردوا بأنه ينبذ العنصرية 

## الممثلون
- جاسم النبهان

```
(عضيبان الأجودي)
```

- عبدالمحسن النمر

```
(محمد بن ناصر)
```

- فهد العبد المحسن

```
(حمدالأجودي)
```

- علي كاكولي

```
(سيف)
```

- فوز الشطي

```
(حصة الأجودي)
```

- نور (ممثلة عراقية)

```
(جليلة)
```

- عبدالله السيف

```
(سعودالأجودي)
```

- في الشرقاوي

```
(وضحى زوجة محمد)
```

- فاطمة الطباخ

```
(كوثر)
```

- إيمان الحسيني

```
(زينب)
```

- شيماء سليمان

```
(لولوة الأجودي)
```

- ناصر الدوسري

```
(عمر)
```

- خديجة الشايع

```
(بشرى)
```

رهف المحمد
(عايشة الاجودي)
- عبد الله الرميان

```
(عكش)
```

- عصام الزدجالي

```
(خميس)
```

- محمد حيدر

```
(دولار)
```

- إنتصار الشراح

```
(بزة - ضيفة شرف)
```

- مريم الغامدي

```
(الجدة لولوة - ضيفة شرف)
```

- طالب الشحري

```
(سعيد - ضيف شرف)
```

- فرح المهدي

(هدى — ضيفة شرف)